# Kaolack
Kaolack (wolof: Kawlax) – miasto w zachodnim Senegalu, ośrodek administracyjny regionu Kaolack, nad rzeką Saloum. Liczy około 181 tys. mieszkańców. Jest to czwarte co do wielkości miasto kraju.
Kaolack jest ważnym ośrodkiem uprawy orzeszków ziemnych. Mieści się tu też drugi co do wielkości kryty bazar w Afryce (największy jest w marokańskim Marrakeszu).
Miasto jest również jednym z głównych ośrodków edukacji islamskiej. Tutejszy meczet w Medina Baay zalicza się do największych i najbardziej znanych w Senegalu.
Kaolack jest także portem morskim dostępnym dla mniejszych statków, które są w stanie pokonać około stukilometrowy odcinek rzeki Saloum łączącej port z Oceanem Atlantyckim. Port przeszedł do historii polskiej żeglugi za sprawą statków SS Cieszyn i SS Śląsk, które zostały internowane w Kaolacku przez władze Vichy po podpisaniu zawieszenia broni z Niemcami. Załogi statków 9 sierpnia 1940 dokonały brawurowej ucieczki, uprowadzając na pokładzie SS Cieszyn miejscowego pilota i przedzierając się przez rzekę Saloum. 

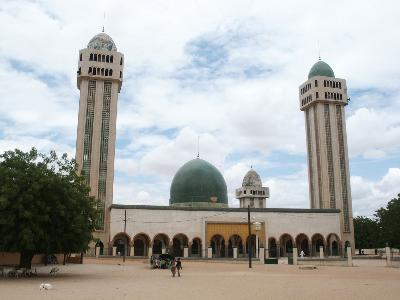
Meczet w Medina Baay, Kaolack

## Miasta partnerskie
- Aosta

- http://world-gazetteer.com/wg.php?x=&men=gpro&lng=en&des=wg&geo=-197&srt=pabn&col=abcdefghinoq&msz=1500&pt=c&va=&geo=374956390